# جنگ آلمان و لهستان (۱۰۰۲–۱۰۱۸)

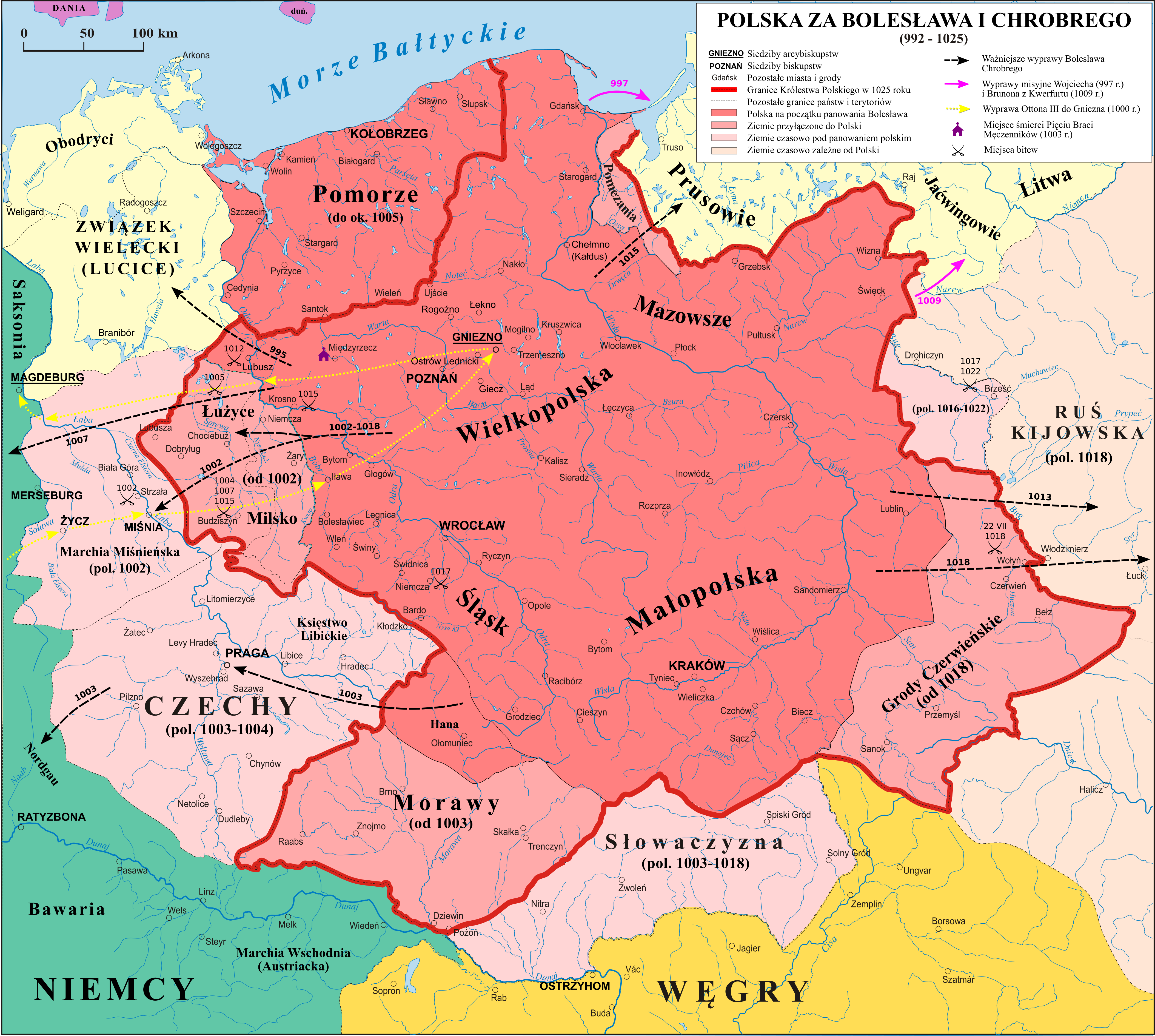
نقشه لهستان در زمان سلطنت بولسلاو اول

جنگ آلمان و لهستان میان سال‌های ۱۰۰۲ تا ۱۰۱۸ میلادی بین شاه هاینریش دوم، شاه آلمان و امپراتور مقدس روم، از یک طرف و شاه لهستان، بولسلاو "خوب"، درگرفت. هدف از این جنگ، دست یابی به لوساتیا و لوساتیای علیا، بوهم، موراوی و اسلواکیا بود.
این جنگ سرانجام در ۱۰۱۸ میلادی با صلح باتزن به پایان رسید. لوساتیا و لوساتیای علیا به لهستان تعلق گرفت ولی بوهم به امپراتوری مقدس روم رسید و تبدیل به یکی از دوک نشین‌های آلمان گردید.